# Limonia interjecta
Limonia interjecta är en tvåvingeart som beskrevs av Jaroslav Stary 1974. Limonia interjecta ingår i släktet Limonia och familjen småharkrankar. Inga underarter finns listade i Catalogue of Life.